# Ion Păscăluță
Ion Păscăluță (n. 7 ianuarie 1890, Târgul Fălești , județul interbelic Bălți - d. 1988, Canada) a fost un om politic român, membru al Sfatului Țării. Militar, grad de subofițer, iar după alte documente, și plutonier, praporcic, participant activ al organizării Comitetului Ostășesc din Odessa, precum și vicepreședinte al Congresului Militarilor Moldoveni din 1917. 

## Biografie

### Sfatul Țării
A avut un rol important în organizarea Congresului Ostășesc Moldovenesc de la Odesa. A fost ales deputat în Sfatul Țării de către Congresul Militarilor Moldoveni, Comitetul moldovenesc executiv și Sfatul delegaților militarilor din garnizoana Odesa, un timp fiind administrator al Palatului Parlamentului.  La data de 27 martie 1918 Ion Păscăluță a votat Unirea Basarabiei cu România.A luat parte activă la adoptarea programului Partidului Național Moldovenesc, fiind numit ajutor al președintelui Comitetului Executiv Moldovenesc al garnizoanei. De asemenea s-a ocupat de redactarea statutului organizației. Ion Păscăluță a fost delegat la Petrograd de către Comandamentul Suprem în plină revoluție, însărcinat să stabilească punți de legătură între Comandamentele și instituțiile omoloage de la Petrograd și Chișinău, și bineînțeles, să ceară aprobarea pentru organizarea unui mare Congres al Militarilor Moldoveni. Adresează diverse solicitări comandamentului superior al armatei ruse, cerând redenumirea mai multor regimente în spirit national românesc: Regiment I Moldovenesc Traian, Bateria I antiaeriană moldovenească Ștefan cel Mare, Bateria a II-a moldovenească Basarab.

### După Marea Unire
După Unire a lucrat ca funcționar la primăria Chișinău, iar după 1938 s-a stabilit la București. În 1971 s-a stabilit în Canada. A fost activ în problema Basarabiei, la 1972 a adresat un memoriu Conferinței pentru Securitate și Cooperare în Europa de la Helsinki, în care invoca drepturile internaționale ale României asupra Basarabiei, anexând o serie de documente.